# エウヘメリズム
エウヘメリズム（euhemerism）とは、王や英雄といった偉人が死後に祭り上げられたのが神の起源であるとする説。紀元前300年代に『神論』を著したとされるエウヘメロスの名に由来する。
合理的な説明を試みようとしてなされた知的活動の一環だったが、神々も元は人に過ぎなかったとするこの説は後代のキリスト教教父達にとって異教を貶める格好の材料になった。

## 概要
昔の王または皇帝が神格化されたような例は世界中の文化に見られる。実際、神話ではどこまでが神で、どこからが実在の人物なのか線引きするのは難しい。古代エジプトのように、まだ現世にいる王（ファラオ）が神と同一視されていた例もある。その権威性に裏付けられて多くの古代国家では神政政治が発達した。